# 塩化セチルピリジニウム
塩化セチルピリジニウム（えんか - 、cetylpyridinium chloride、CPC）は分子式 C21H38NCl で表される化合物で、IUPAC命名法では1-ヘキサデシルピリジニウムクロリド 1-hexadecylpyridinium chloride と呼ばれる。
ピリジン環を有する四級アンモニウム化合物であり、ブドウ球菌を始めとしたグラム陽性バクテリアに対する強い殺菌作用があり、その他の真菌に対しても殺菌作用を有する。その特性から液体歯磨剤や、口内の殺菌を目的としてトローチとして、あるいは喉の殺菌を目的としたうがい薬など医薬品に利用されている。
有機合成化学においては相間移動触媒として使われる。